# Gran Premio motociclistico di Spagna 1988
Il Gran Premio motociclistico di Spagna 1988 fu il terzo appuntamento del motomondiale 1988.
Si svolse il 24 aprile 1988 sul circuito permanente del Jarama e registrò nella classe 500 la prima vittoria nel motomondiale di Kevin Magee, di Sito Pons nella classe 250, di Jorge Martínez nella classe 125 e di Stefan Dörflinger nella classe 80.

## Classe 500

### Arrivati al traguardo
| Pos | Pilota              | Moto      | Giri | Tempo     | Griglia | Punti |
| --- | ------------------- | --------- | ---- | --------- | ------- | ----- |
| 1   | Kevin Magee         | Yamaha    | 37   | 54:52.476 | 1       | 20    |
| 2   | Eddie Lawson        | Yamaha    | 37   | +0.526    | 2       | 17    |
| 3   | Wayne Gardner       | Honda     | 37   | +11.625   | 4       | 15    |
| 4   | Christian Sarron    | Yamaha    | 37   | +17.452   | 3       | 13    |
| 5   | Niall Mackenzie     | Honda     | 37   | +26.990   | 7       | 11    |
| 6   | Wayne Rainey        | Yamaha    | 37   | +39.743   | 5       | 10    |
| 7   | Pierfrancesco Chili | Honda     | 37   | +1:12.080 | 10      | 9     |
| 8   | Didier de Radiguès  | Yamaha    | 37   | +1:12.903 | 8       | 8     |
| 9   | Shunji Yatsushiro   | Honda     | 36   | +1 giro   | 12      | 7     |
| 10  | Ron Haslam          | Elf-Honda | 36   | +1 giro   | 13      | 6     |
| 11  | Massimo Broccoli    | Cagiva    | 36   | +1 giro   | 13      | 5     |
| 12  | Raymond Roche       | Cagiva    | 36   | +1 giro   | 18      | 4     |
| 13  | Robert McElnea      | Suzuki    | 36   | +1 giro   | 14      | 3     |
| 14  | Daniel Amatriaín    | Honda     | 36   | +1 giro   | 16      | 2     |
| 15  | Bruno Kneubühler    | Honda     | 36   | +1 giro   | 20      | 1     |
| 16  | Steve Manley        | Suzuki    | 35   | +2 giri   | 25      |       |
| 17  | Rachel Nicotte      | Honda     | 35   | +2 giri   | 24      |       |
| 18  | Fabio Barchitta     | Honda     | 35   | +2 giri   | 26      |       |
| 19  | Niggi Schmassmann   | Honda     | 35   | +2 giri   | 31      |       |
| 20  | Jean-Luc Demierre   | Suzuki    | 35   | +2 giri   | 28      |       |
| 21  | Maarten Duyzers     | Honda     | 34   | +3 giri   | 29      |       |
| 22  | Christoph Bürki     | Honda     | 34   | +3 giri   | 33      |       |

### Ritirati
| Pilota              | Moto   | Giri | Motivo | Griglia |
| ------------------- | ------ | ---- | ------ | ------- |
| Marco Papa          | Honda  | 35   |        | 21      |
| Ian Pratt           | Suzuki | 26   |        | 36      |
| Gustav Reiner       | Honda  | 25   |        | 15      |
| Andreas Leuthe      | Suzuki | 16   |        | 30      |
| Eddie Laycock       | Honda  | 12   |        | 27      |
| Wolfgang von Muralt | Suzuki | 11   | Caduta | 19      |
| Kevin Schwantz      | Suzuki | 11   |        | 6       |
| Fabio Biliotti      | Paton  | 8    |        | 23      |
| Mike Baldwin        | Honda  | 8    |        | 11      |
| Marco Gentile       | Fior   | 6    |        | 22      |
| Claude Albert       | Suzuki | 3    |        | 35      |
| Vincenzo Cascino    | Honda  | 3    |        | 34      |

### Non partiti
| Pilota         | Moto   | Griglia |
| -------------- | ------ | ------- |
| Tadahiko Taira | Yamaha | 9       |
| Silvo Habat    | Suzuki | 32      |

### Non qualificati
| Pilota         | Moto   |
| -------------- | ------ |
| Josef Doppler  | Honda  |
| Larry Vacondio | Suzuki |
| Tony Carey     | Suzuki |

## Classe 250

### Arrivati al traguardo
| Pos | Pilota                    | Moto      | Tempo     | Griglia | Punti |
| --- | ------------------------- | --------- | --------- | ------- | ----- |
| 1   | Sito Pons                 | Honda     | 46:59.800 | 2       | 20    |
| 2   | Juan Garriga              | Yamaha    | +7.440    | 4       | 17    |
| 3   | Jean-Philippe Ruggia      | Yamaha    | +9.310    | 11      | 15    |
| 4   | Jacques Cornu             | Honda     | +18.850   | 3       | 13    |
| 5   | Masahiro Shimizu          | Honda     | +26.530   | 17      | 11    |
| 6   | Reinhold Roth             | Honda     | +29.140   | 7       | 10    |
| 7   | Luca Cadalora             | Yamaha    | +36.680   | 12      | 9     |
| 8   | Donnie McLeod             | EMC-Rotax | +42.270   | 14      | 8     |
| 9   | Martin Wimmer             | Yamaha    | +42.790   | 16      | 7     |
| 10  | Manfred Herweh            | Yamaha    | +43.570   | 13      | 6     |
| 11  | August Auinger            | Aprilia   | +44.590   | 25      | 5     |
| 12  | Jean-Michel Mattioli      | Diamant   | +53.190   | 15      | 4     |
| 13  | Maurizio Vitali           | Yamaha    | +57.290   | 24      | 3     |
| 14  | Alberto Puig              | Honda     | +57.800   | 22      | 2     |
| 15  | Harald Eckl               | Aprilia   | +59.970   | 27      | 1     |
| 16  | Stefano Caracchi          | Honda     | +1:00.200 | 21      |       |
| 17  | Thierry Rapicault         | Fior      | +1:17.110 | 29      |       |
| 18  | Javier Cardelús           | Aprilia   | +1:21.670 | 20      |       |
| 19  | Kevin Mitchell            | Yamaha    | +1:22.190 | 34      |       |
| 20  | Alain Bronec              | Honda     | +1:22.380 | 32      |       |
| 21  | Guy Bertin                | Yamaha    | +1:30.500 | 35      |       |
| 22  | Patrick van den Goorbergh | Honda     | +1 giro   | 28      |       |
| 23  | Gary Cowan                | Yamaha    | +1 giro   | 36      |       |

### Ritirati
| Pilota              | Moto       | Motivo | Griglia |
| ------------------- | ---------- | ------ | ------- |
| Paolo Casoli        | Garelli    |        | 26      |
| Engelbert Neumair   | Aprilia    |        | 23      |
| Bruno Casanova      | Aprilia    |        | 18      |
| Loris Reggiani      | Aprilia    |        | 9       |
| Dominique Sarron    | Honda      | Caduta | 8       |
| Anton Mang          | Honda      | Caduta | 5       |
| Carlos Lavado       | Yamaha     |        | 6       |
| Jean-François Baldé | Defi-Rotax |        | 10      |
| Helmut Bradl        | Honda      |        | 33      |
| Massimo Matteoni    | Yamaha     |        | 30      |
| Carlos Cardús       | Honda      | Caduta | 1       |
| Urs Luzi            | Honda      |        | 31      |
| Ivan Palazzese      | Yamaha     |        | 19      |

### Non qualificati
| Pilota             | Moto   |
| ------------------ | ------ |
| Christian Boudinot | Fior   |
| Bruno Bonhuil      | Honda  |
| René Delaby        | Yamaha |
| Urs Jücker         | Yamaha |
| Jochen Schmid      | Honda  |
| Bernard Haenggeli  | Honda  |
| Hans Lindner       | Honda  |
| Siegfried Minich   | Yamaha |
| Juan López Mella   | Honda  |
| Jean Foray         | Yamaha |
| Juan Bravo         | Honda  |
| Hervé Duffard      | Honda  |
| René Zanata        | Yamaha |
| Ivan Troisi        | Yamaha |
| Eddie Laycock      | EMC    |
| Roland Busch       | Yamaha |

## Classe 125

### Arrivati al traguardo
| Pos | Pilota               | Moto        | Tempo     | Griglia | Punti |
| --- | -------------------- | ----------- | --------- | ------- | ----- |
| 1   | Jorge Martínez       | Derbi       | 45:20.860 | 1       | 20    |
| 2   | Julián Miralles      | Honda       | +17.400   | 5       | 17    |
| 3   | Gastone Grassetti    | Honda       | +19.890   | 6       | 15    |
| 4   | Fausto Gresini       | Garelli     | +20.120   | 4       | 13    |
| 5   | Adi Stadler          | Honda       | +22.040   | 11      | 11    |
| 6   | Gerhard Waibel       | Honda       | +35.800   | 13      | 10    |
| 7   | Hisashi Unemoto      | Honda       | +35.940   | 17      | 9     |
| 8   | Lucio Pietroniro     | Honda       | +38.800   | 9       | 8     |
| 9   | Kōji Takada          | Honda       | +38.980   | 12      | 7     |
| 10  | Hans Spaan           | Honda       | +50.530   | 8       | 6     |
| 11  | Heinz Lüthi          | Honda       | +52.290   | 24      | 5     |
| 12  | Manuel Hernández     | Honda       | +54.920   | 29      | 4     |
| 13  | Stefan Prein         | Honda       | +1:03.710 | 15      | 3     |
| 14  | Stefan Dörflinger    | Honda       | +1:14.520 | 10      | 2     |
| 15  | Paul Bordes          | Honda       | +1:31.980 | 23      | 1     |
| 16  | Juan Ramon Bolart    | JJ-Cobas    | +1:32.230 | 22      |       |
| 17  | Mandy Fischer        | Noki-Rotax  | +1:35.890 | 21      |       |
| 18  | Krzysztof Galatowicz | Honda       | +1:48.090 | 26      |       |
| 19  | Claudio Macciotta    | Honda       | +1 giro   | 30      |       |
| 20  | Bady Hassaine        | Honda       | +1 giro   | 27      |       |
| 21  | Thierry Feuz         | Ferac-Rotax | +1 giro   | 34      |       |
| 22  | Robin Appleyard      | Honda       | +1 giro   | 33      |       |
| 23  | Stefano Bianchi      | Cardati     | +1 giro   | 31      |       |
| 24  | Pascal Serra         | Honda       | +1 giro   | 35      |       |
| 25  | K.D. Kindle          | Honda       | +1 giro   | 28      |       |

### Ritirati
| Pilota             | Moto      | Motivo | Griglia |
| ------------------ | --------- | ------ | ------- |
| Ezio Gianola       | Honda     |        | 2       |
| Esa Kytölä         | Honda     |        | 18      |
| Corrado Catalano   | Aprilia   |        | 25      |
| Johnny Wickström   | Honda     | Caduta | 3       |
| Mike Leitner       | LCR-Rotax |        | 16      |
| Manuel Herreros    | Derbi     |        | 19      |
| Rafael Roses       | Matrakit  |        | 14      |
| Fernando Nicolas   | JJ-Cobas  |        | 36      |
| Andrés Sánchez     | Rotax     |        | 32      |
| Jean-Claude Selini | Honda     |        | 20      |
| Luis Miguel Reyes  | Garelli   |        | 7       |

### Non qualificati
| Pilota               | Moto   |
| -------------------- | ------ |
| Pier Paolo Bianchi   | Cagiva |
| Serge Julin          | Rotax  |
| Jussi Hautaniemi     | Honda  |
| Karl Dauer           | Hummel |
| Christian Le Badezet | Honda  |
| Taru Rinne           | Honda  |
| Hubert Abold         | Honda  |
| Ian McConnachie      | Cagiva |
| Håkan Olsson         | Honda  |
| Marco Cipriani       | Honda  |
| Günther Schirnhofer  | Honda  |
| Paolo Scappini       | Honda  |
| Jos van Dongen       | Honda  |
| Robin Milton         | Rotax  |
| Peter Baláz          | Honda  |
| Daniel Lanz          | Rotax  |
| Flemming Kistrup     | Hummel |
| Stuart Edwards       | Honda  |
| Reiner Koster        | Rotax  |
| Dario Marchetti      | Honda  |
| Chris Baert          | Honda  |

## Classe 80

### Arrivati al traguardo
| Pos | Pilota             | Moto     | Tempo     | Griglia | Punti |
| --- | ------------------ | -------- | --------- | ------- | ----- |
| 1   | Stefan Dörflinger  | Krauser  | 36:58.810 | 2       | 20    |
| 2   | Jorge Martínez     | Derbi    | +5.120    | 1       | 17    |
| 3   | Àlex Crivillé      | Derbi    | +7.040    | 4       | 15    |
| 4   | Manuel Herreros    | Derbi    | +21.530   | 6       | 13    |
| 5   | Peter Öttl         | Krauser  | +45.200   | 7       | 11    |
| 6   | Herri Torrontegui  | Autisa   | +45.580   | 5       | 10    |
| 7   | Juhász Károly      | Krauser  | +51.610   | 3       | 9     |
| 8   | Bogdan Nikolov     | Krauser  | +1:21.340 | 11      | 8     |
| 9   | Serge Julin        | Casal    | +1:34.440 | 14      | 7     |
| 10  | Ian McConnachie    | Autisa   | +1:34.710 | 10      | 6     |
| 11  | Jos van Dongen     | Casal    | +1 giro   | 15      | 5     |
| 12  | Günter Schirnhofer | Krauser  | +1 giro   | 13      | 4     |
| 13  | Jacques Bernard    | Fantic   | +1 giro   | 20      | 3     |
| 14  | Hubert Abold       | Krauser  | +1 giro   | 8       | 2     |
| 15  | Javier Arumi       | Krauser  | +1 giro   | 26      | 1     |
| 16  | Reiner Koster      | LCR      | +1 giro   | 18      |       |
| 17  | Adrie Nijenhuis    | Casal    | +1 giro   | 22      |       |
| 18  | Antonio Sánchez    | JJ-Cobas | +1 giro   | 33      |       |
| 19  | Jorge Cabanes      | Autisa   | +1 giro   | 32      |       |
| 20  | José Saez          | Autisa   | +1 giro   | 30      |       |
| 21  | Juan Esteve        | Autisa   | +2 giri   | 31      |       |
| 22  | Philippe Desmet    | Autisa   | +2 giri   | 34      |       |
| 23  | Dennis Batchelor   | Krauser  | +2 giri   | 36      |       |

### Ritirati
| Pilota             | Moto     | Motivo | Griglia |
| ------------------ | -------- | ------ | ------- |
| Giuseppe Ascareggi | BBFT     |        | 9       |
| Jaime Mariano      | JJ-Cobas |        | 17      |
| Heinz Paschen      | Casal    |        | 23      |
| Gabriele Gnani     | Gnani    |        | 12      |
| Stefan Brägger     | Casal    |        | 24      |
| José Sangrador     | Autisa   |        | 35      |
| Emilio Palencia    | Arbizu   |        | 28      |
| Joaquin Gali       | Krauser  |        | 29      |
| Salvatore Milano   | Krauser  |        | 27      |
| Paul Bordes        | RB       |        | 25      |
| Stuart Edwards     | Casal    |        | 21      |
| René Dünki         | Krauser  |        | 16      |
| Paolo Priori       | Krauser  |        | 19      |

### Non qualificati
| Pilota       | Moto    |
| ------------ | ------- |
| Chris Baert  | Casal   |
| Thomas Engl  | Krauser |
| Fabriche Roy | Autisa  |
| Juan Escuder | Autisa  |
| Luis Metello | Autisa  |